# Esther Sullastres
Esther Sullastres Ayuso, född den 20 mars 1993, är en spansk fotbollsspelare.

## Karriär
Esther González inledde sin seniorkarriär i FC Barcelona år 2012. Hon har även spelat för bland annat Transportes Alcaine, Valencia CF och Zaragoza CFF innan hon värvades av Sevilla FC 2021. Hon har även representerat den spanska damlandslaget där hon debuterade år 2017.